# Aït Ouafqa
Ait Ouafqa est une petite ville et une commune rurale de la province de Tiznit dans la région de Souss-Massa-Drâa au Maroc.
Au recensement de 2004, la commune comptait une population totale de 5472 personnes réparties dans 1243 ménages.